# Benny Wenda

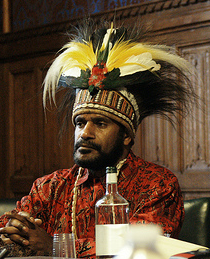
Benny Wenda.

Benny Wenda (geb. 1975) ist ein Anführer der Unabhängigkeitsbewegung von Westneuguinea und der Vorsitzende der United Liberation Movement for West Papua (ULMWP). Er ist ein internationaler Lobbyist für die Unabhängigkeit von West Papua von Indonesien. Er lebt im Exil in Großbritannien. 2003 wurde ihm von der britischen Regierung Asyl gewährt, nachdem er während eines Gerichtsverfahrens in Westneuguinea aus der Haft entkommen war.
Er fungierte als Sondervertreter des papuanischen Volkes im britischen Parlament, den Vereinten Nationen und dem Europäischen Parlament. 2017 wurde er zum Vorsitzenden des United Liberation Movement for West Papua (Vereinigte Befreiungsbewegung für Westpapua, ULMWP) ernannt, einer neuen Organisation, welche die drei wichtigsten politischen Organisationen vereint, die für die Unabhängigkeit Westpapuas kämpfen.
Im Jahr 2020 verkündete die ULMWP eine neue Verfassung und eine kommissarische Regierung für die Republik Westpapua, wobei Wenda als Interimspräsident amtierte. Seine Präsidentschaft wurde von Teilen der West Papua National Liberation Army (Nationalen Befreiungsarmee Westpapuas, Tentara Pembebasan Nasional Papua Barat) angefochten, die behaupteten, sein Aufenthalt im Vereinigten Königreich mache seine Präsidentschaft unrechtmäßig.
Sein Nachfolger wurde im September 2023 Menase Tabuni. Im November 2023wurde er nach einem Kongress in Jayapura erneut als Präsident der ULMWP eingesetzt, was zu einem Führungsstreit mit Menase Tabuni führte.
Der Bewegung Freies Papua wird eine Reihe von Angriffen auf die lokale Zivilbevölkerung vorgeworfen, dies wurde jedoch nicht unabhängig bestätigt. Die Gruppe ist dafür bekannt, Ausländer, die das Gebiet betreten, zu entführen und zu ermorden.

## Leben

### Jugend
Wenda wurde im Baliem-Tal geboren, in den zentralen Hochlanden der Provinz Papua (Irian Jaya) von Indonesien. Sein GEburtsdatum ist nicht bekannt.
1977 kam es als Reaktion auf die Gewalt des indonesischen Militärs gegen die Papua zu einem Aufstand von 15.000 Lani. Das indonesische Militär revanchierte sich mit Flugzeugen, die Lani-Dörfer im Hochland bombardierten. Unter den Toten waren viele Mitglieder von Wendas Familie. Bei den Bombenangriffen wurde Wendas Bein schwer verletzt, was zu Wachstumsstörungen führte. Zwischen 1977 und 1983 lebten Benny und seine Familie zusammen mit Tausenden anderen Hochlandbewohnern versteckt im Dschungel. Er wurde von den Ältesten seines Stammes zum Anführer ernannt und nachdem sich das Lani-Volk dem indonesischen Militär ergeben hatte, besuchte er die Cenderawasih University in Jayapura, wo er Soziologie studierte.

## Politischer Aktivismus
Wenda wurde Generalsekretär der Koteka Tribal Assembly (Dewan Musyawarah Masyarakat Adat Koteka, DeMMaK). DeMMAK wurde von Stammesältesten des Hochlandes mit dem Ziel gegründet, die Bräuche, Werte und Überzeugungen der indigenen Bevölkerung des westpapuanischen Hochlandes anzuerkennen und zu schützen. Sie tritt für die Unabhängigkeit von Indonesien ein und lehnt Sonderautonomie oder andere politische Kompromisse der indonesischen Regierung ab. Als Generalsekretär der Demmak vertrat Wenda den Ältestenrat. Die Organisation unterstützte die Verhandlungen des Papua Presidium Council (Presidium Dewan Papua, PDP) mit Jakarta, soweit diese das Streben der Papua nach Unabhängigkeit von Indonesien widerspiegelten.

## Inhaftierung
Wenda wurde 2002 vor Gericht gestellt, weil er angeblich einen Demonstrationszug bei einer Unabhängigkeitskundgebung angeführt hatte. Die Demonstration endete in Gewalt. Die indonesischen Behörden behaupteten, die Anwesenden hätten zwei Geschäfte in Brand gesteckt und einen Polizisten ermordet. Wenda behauptet, seine Festnahme und die gegen ihn erhobenen Anklagen seien politisch motiviert gewesen und erfolgten zu einer Zeit, als die Behörden rigoros gegen die Anführer der Unabhängigkeitsbewegung vorgingen. Dieses rigorose Vorgehen hatte einige Monate zuvor zur Ermordung des führenden Unabhängigkeitsbefürworters Theys Hiyo Eluay geführt. Medienberichten zufolge hätte Wenda im Falle eines Schuldspruchs eine 25-jährige Gefängnisstrafe erwartet. Außerdem soll er während seiner Haft Morddrohungen erhalten haben.
Wenda entkam während seines Prozesses dem Gefängnis. Mit Hilfe von Unabhängigkeitsaktivisten aus Westpapua floh er über die Grenze ins benachbarte Papua-Neuguinea und wurde später in einem Flüchtlingslager mit seiner Frau Maria wiedervereint. Einige Monate später gelang ihm mit Hilfe einer europäischen NGO die Ausreise nach Großbritannien, wo ihm politisches Asyl gewährt wurde.

## Interpol
Im Jahr 2011 erließ die indonesische Regierung eine „Red Notice“ an Interpol, in welcher sie die Verhaftung und Auslieferung von Mr. Wenda forderte. Nach einer von Fair Trials International geführten Kampagne hob Interpol die „Red Notice“ jedoch 2012 auf, nachdem eine Untersuchung zu dem Schluss kam, dass die Vorwürfe gegen Wenda „politisch motiviert und ein Missbrauch des Systems“ („politically motivated and an abuse of the system“) durch die indonesische Regierung seien.
Nachdem Interpol die Entfernung der Red Notice aus seiner Datenbank bekannt gegeben hatte, erklärte Jago Russell, Geschäftsführer von Fair Trials International: „Interpol sollte zur Bekämpfung schwerer Kriminalität eingesetzt werden, doch Indonesien missbraucht die Organisation, um einen friedlichen politischen Aktivisten zu bedrohen“ („Interpol should be used to fight serious crime but Indonesia has been misusing it to threaten a peaceful political activist“). In einem Interview mit dem The Daily Telegraph erklärte Wenda, dass er hoffe, di Aufmerksamkeit würde nun „auf die Notlage meines Volkes in Westpapua gerichtet, das weiterhin unter einem indonesischen Regime leidet, das ihm fast jedes Grundrecht verweigert, das im Westen für selbstverständlich gehalten wird“ („shift to the plight of my people in West Papua, who continue to suffer under an Indonesian regime that denies them almost every basic right that people in the West take for granted“).

## Kampagne „Freies West-Papua“
Nach seiner Ankunft in Großbritannien wurde Benny zum führenden Sprecher der Free West Papua Campaign, die 2004 von einer Gruppe pro-papuanischer Aktivisten in Oxford gegründet wurde. Erklärtes Ziel der Kampagne ist es, durch Lobbyarbeit bei Regierungen und die Unterstützung der gesamten Zivilgesellschaft auf die Menschenrechtslage und die Unabhängigkeitsbestrebungen der Bevölkerung Westpapuas aufmerksam zu machen. Die Free West Papua Campaign-Bewegung in Großbritannien umfasst mittlerweile feste Studentengruppen an britischen Universitäten und regionale Gruppen sowie feste Büros in Oxford, Den Haag und Port Moresby.
Im Februar 2013 unternahm Wenda eine „Freiheitstour“ durch die USA, Neuseeland, Australien, Papua-Neuguinea und Vanuatu, um das Bewusstsein für die Selbstbestimmungsfrage zu schärfen. Er wurde daran gehindert, eine Rede vor dem neuseeländischen Parlament zu halten. Oppositionsparteien warfen der Regierung vor, die indonesische Regierung, einen wichtigen Handelspartner, nicht verärgern zu wollen. Politiker der Green Party, der New Zealand Labour Party und der Mana-Partei sagten, die Entscheidung verstoße „gegen den Geist des Parlaments“ („against the spirit of Parliament“).
Im April 2013 nahmen Wenda, Mohammed Abassi, der Oberbürgermeister (Lord Mayor) von Oxford, und der örtliche Abgeordnete Andrew Smith an der Eröffnung eines neuen Hauptquartiers der Free West Papua Campaign teil. Die Eröffnung provozierte eine wütende Reaktion der indonesischen Regierung. Der britische Botschafter in Indonesien wurde einbestellt, um zu erklären, warum Großbritannien die Eröffnung des Büros erlaubt hatte.
Im Mai 2013 sprach Wenda im Sydney Opera House im Rahmen der TEDx-Konferenzreihe. Er erhielt stehende Ovationen vor 2.500 Zuschauern. Sein Auftritt provozierte erneut eine wütende Reaktion der indonesischen Behörden, die innerhalb weniger Stunden nach seinem Auftritt eine offizielle Beschwerde bei der australischen Regierung einreichten.

## International Parliamentarians for West Papua

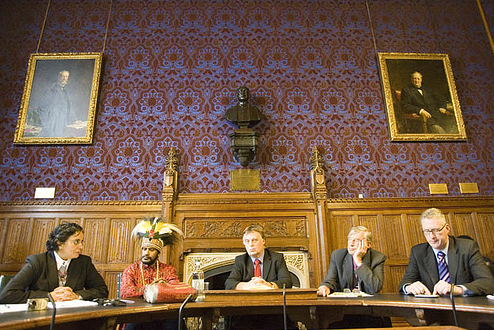
Eröffnungstreffen der International Parliamentarians for West Papua, 2008.

Zusammen mit dem britischen Abgeordneten Andrew Smith und dem Lords Peer Richard Harries ist Benny Wenda Gründungsmitglied der International Parliamentarians for West Papua (Internationale Parlamentarier für Westpapua). Diese parlamentarische Gruppe wurde im Oktober 2008 im Londoner House of Parliament ins Leben gerufen. An der Versammlung nahmen britische Parlamentarier wie Lembit Öpik und Baron Avebury sowie Politiker aus Papua-Neuguinea, Australien und Vanuatu teil.
Die Gruppe bemüht sich aktiv um die Unterstützung von Politikern auf der ganzen Welt. Ihr Hauptziel besteht darin, genügend politischen Druck auf die Vereinten Nationen auszuüben, um eine Neuauflage des Act of Free Choice durchzusetzen. Neben der Einführung in Großbritannien hat IPWP auch Auftaktveranstaltungen im Europäischen Parlament, im schottischen Parlament und in Papua-Neuguinea abgehalten.

## International Lawyers for West Papua
Im April 2009 gründete Benny Wenda die „International Lawyers for West Papua“ (Internationale Rechtsanwälte für Westpapua). Im Zuge der Gründung fanden mehrere hochrangige Treffen internationaler Anwälte in Guyana, Südamerika, statt. Ziel dieser Gruppe ist es, innerhalb der internationalen Rechtsgemeinschaft einen Rahmen zu entwickeln, um die Rechtsgrundlagen für die Selbstbestimmung Westpapuas und die „Illegalität“ der indonesischen „Besatzung Westpapuas“ („occupation of West Papua“) darzulegen.
Die Gründung der „International Lawyers for West Papua“ fiel mit der Erklärung Guyanas zusammen, die Unabhängigkeit Westpapuas zu unterstützen.

## Ehrungen
Benny Wenda wurde zweimal für den Friedensnobelpreis nominiert.
Im Jahr 2019 verlieh ihm der Stadtrat von Oxford (Oxford City Council) die Ehrenbürgerschaft von Oxford. Der Oberbürgermeister von Oxford, Craig Simmons, sagte, die Auszeichnung sei „wohlverdient“ („well-deserved“) und Wenda habe „sowohl auf lokaler als auch auf internationaler Ebene einen großen Beitrag geleistet“ („contributing so much both locally and on the international stage“).

## The Lani Singers
Benny und seine Frau Maria spielen als The Lani Singers traditionelle westpapuanische Musik. 2008 veröffentlichten sie ihr Debütalbum. Es trug den Titel Ninalik Ndawi (Lied der Freiheit) und erhielt Kritiken in nationalen Zeitungen wie The Guardian und The Observer sowie in den Musikmagazinen fRoots, Songlines und The Wire. Die Gruppe gab Interviews und Live-Sessions bei World Routes auf BBC Radio 3 und A World in London auf BBC Radio London. Sie traten auch beim Musicport Festival, dem Glastonbury Festival und dem Thames Festival in London auf.

## Familie
Benny und Maria lernten sich während ihres Studiums in Westpapua kennen und sind seit 1999 verheiratet. Seit ihnen die britische Regierung politisches Asyl gewährt hat, leben sie mit ihren Kindern in Oxford.

## Dokumentarfilm
Ein abendfüllender Dokumentarfilm über Benny Wenda, The Road to Home, wurde 2015 veröffentlicht. Er wurde beim Amsterdam Film Festival 2016 mit dem Preis für den „Besten Dokumentarfilm“ ausgezeichnet.
Ein abendfüllender Dokumentarfilm mit dem Titel „Please Pray for West Papua“ mit einem Interview mit Benny Wenda wurde 2020 veröffentlicht und war offizielle Auswahl für die Filmfestivals des Lift Off Global Network in Toronto 2021 und Manchester 2022.